# Said Mohamed Djohar
Said Mohamed Djohar, em árabe: سعيد محمد جوهر (Majunga, 22 de agosto de 1919 – Mitsamiouli, 22 de fevereiro de 2006) foi um político e jurista comorense, que foi presidente do país em 2 mandatos.
Nascido em Madagáscar, até então uma colônia francesa, era meio-irmão de Ali Soilih, que assumiu a presidência de Comores após um golpe de estado promovido por Said Mohamed Jaffar e Bob Denard. Com a morte de Ahmed Abdallah em novembro de 1989, Djohar assumiu o cargo, acumulando também a administração do Banco Internacional Africano.

## Deposição, volta à presidência e morte
Em outubro de 1995, durante a Operação Azalee, Djohar foi deposto por Bob Denard e seu grupo e mantido prisioneiro durante vários dias. O governo francês levou o ex-presidente até a ilha de Reunião para um suposto tratamento médico e teve sua permissão para regressar a Comores negada. Em janeiro de 1996, voltou ao arquipélago e reassumiu a presidência, deixando-a em março e passando o cargo para Mohamed Taki Abdoulkarim. Faleceu em 22 de fevereiro de 2006, em Mitsamiouli, aos 87 anos.